# Malahulc
Malahulc también Haldrick Eysteinsson y Halduc de Tresney (Oppland, Noruega c. 845-Calvados c. 920), jarl de Bayeux, fue un caudillo vikingo de origen noruego y uno de los barones de Rollo de Normandía. Era hijo del jarl Eystein Glumra de Oppland según cita la saga Orkneyinga. Orderic Vitalis nombró a Malahulc como tío paternal de Rollo de Normadía, a quien acompañó para la conquista de Normandía en 912, y primer referente de la familia de Tosny. Orderic afirma que planteó esta afirmación para contrastar esta ascendencia legítima con el nacimiento ilegítimo de Guillermo el Conquistador. Malahulc también aparece descrito por Guillermo de Jumièges cuando menciona a Roger I de Tosny como stirpe Malahulcii, qui Rollonis patruus fuerat, et cum eo Francos atterens, Normanniam fortiter acquisierat
(de la raza de Malahulc, que había sido tío de Rollon y con quien había conquistado a los francos, había adquirido por la fuerza Normandía).

## Herencia
Se casó con Maud (Mathilde) de Boulogne et Ternois, hija de Adalolphe de Boulogne. Fruto de esa relación nacieron varios hijos:
- Richard de Saint-Sauveur, Vizconde de Cotentin (c. 912);[6]
- Ralph de Bayeux;
- Hugo I de Cavalcamp.